# Port lotniczy Canouan
Port lotniczy Canouan – port lotniczy zlokalizowany w miejscowości Charlestown, na wyspie Canouan, należącej do archipelagu Grenadyn (karaibskie państwo Saint Vincent i Grenadyny).

## Linie lotnicze i połączenia
- American Airlines
  - American Eagle (San Juan)
- Mustique Airways (Barbados)